# Ovamboland People’s Congress
Der Ovamboland People’s Congress (OPC; deutsch etwa Ovamboland Volkskongress) war eine politische Partei in Südwestafrika (heute Namibia) und ist indirekt eine Vorgängerorganisation der heutigen SWAPO.
Die Partei wurde am 2. August 1957 von einer Gruppe von Studenten und Arbeitern in Kapstadt in Südafrika gegründet. Zu den Gründungsmitgliedern zählten unter anderem Andimba Toivo ya Toivo, Simon „Mzee“ Kaukungwa, Eliazer Tuhadeleni, Peter Mweshihange, Solomon Mifima, Maxton Joseph Mutongulume, Jariretundu Kozonguizi, Emil Appolus, Andreas Shipanga, Ottiliè Schimming und Kenneth Abrahams.
Der Gründungsinitiator Toivo ya Toivo hatte zu anderen politischen Aktivisten enge Kontakte, wie Brian Bunting, Fred Carneson, Patrick Duncan, Sam Khan, Solly Sachs, Harold Jack Simons sowie Randolph Vigne, die im politischen Spektrum der damaligen Zeit weit über die Gruppe der südwestafrikanischen Migranten in Kapstadt hinausgingen.
Inhaltlich fokussierte sich der OPC vor allem auf die sozialen Probleme der Arbeiter aus der Bevölkerungsgruppe der Ovambo, wobei man zu Beginn vor allem auf die Abschaffung des Systems der Kontraktarbeiter abzielte. Später erweiterte man dies um das Ziel der Befreiung Namibias von der südafrikanischen Herrschaft.
Der OPC wurde 1959 in Ovamboland People’s Organisation umbenannt.